# Svätý Kríž
Svätý Kríž és un poble i municipi d'Eslovàquia que es troba a la regió de Žilina, al centre-nord del país.

## Història
La primera menció escrita de la vila es remunta al 1277.

## Demografia
| Godina             | 1994 | 2004    | 2014    | 2024    |
| ------------------ | ---- | ------- | ------- | ------- |
| Nombre de persones | 611  | 683     | 801     | 964     |
| Diferència         |      | +11,78% | +17,27% | +20,34% |

| Godina             | 2023 | 2024   |
| ------------------ | ---- | ------ |
| Nombre de persones | 938  | 964    |
| Diferència         |      | +2,77% |